# Tyler Blackburn
Tyler Jordon Blackburn (Burbank, 12 ottobre 1986) è un attore e cantante statunitense.
È noto per il ruolo di Caleb Rivers nella serie televisiva Pretty Little Liars e quello di Alex Manes nella serie televisiva Roswell, New Mexico.

## Biografia
Tyler Blackburn, secondo di cinque figli, di origini inglesi, gallesi, ceche, svedesi e native americane, ha iniziato la sua carriera nel 2005 apparendo nella serie televisiva Unfabulous, su Nickelodeon. Nello stesso anno, ha fatto un cameo nel film Next of Kin. Negli anni seguenti ha partecipato a varie serie televisive, quali Cold Case, Rockville CA, Il tempo della nostra vita e Gigantic. Nel 2010 ha partecipato al film indipendente Peach Plum Pear.
È meglio noto al pubblico per il suo ricorrente ruolo di Caleb Rivers in Pretty Little Liars. Per la sua partecipazione nella webserie Wendy, un progetto sviluppato dalla Alloy Entertainment e da Macy's, ha avuto l'occasione di registrare un singolo, Save Me, uscito il 15 agosto 2011. Da qui, tornerà più volte in sala d'incisione; nel 2012, in particolare, registra un duetto con la cantante Anabel Englund, Hard to Forget. Altri due suoi singoli, Find a Way e It All Comes Down to You, vengono usati come colonna sonora in alcuni episodi di Pretty Little Liars. Find a Way è anche una delle soundtrack del pilot della serie TV The Fosters.
Nel 2013 ottiene una parte da protagonista in Ravenswood, spinoff di Pretty Little Liars, telefilm al quale perciò dà l'addio. Ravenswood viene però cancellato dopo una sola stagione e Blackburn ritorna così nel cast fisso di Pretty Little Liars dal 2014, riapparendo in occasione del centesimo episodio della serie.
Nell'ottobre 2014, viene reso noto che farà parte del cast del film Love Is All You Need?, uscito nell'aprile 2016, dove ha recitato al fianco di Briana Evigan ed Emily Osment.
Dal 2019 al 2022 ha interpretato il soldato Alex Manes in Roswell, New Mexico, reboot della celebre serie Roswell.

## Vita privata
Blackburn ha una cicatrice lunga 10 centimetri sulla spalla sinistra a causa dell'asportazione di un tumore osseo benigno, subita quando l'attore aveva 10 anni.
Il 19 aprile 2019, in un'intervista pubblicata dal magazine The Advocate, ha dichiarato la sua bisessualità.
Durante un'altra intervista del 2019, Blackburn ha fatto una rivelazione sulla natura della sua chiacchierata relazione con Ashley Benson, sua collega nella fortunata serie televisiva Pretty Little Liars. Egli ha dichiarato: “Nel navigare la nostra relazione come colleghi e amici, a volte si oltrepassa un po' il confine. Abbiamo avuto periodi in cui ci siamo sentiti di più l'uno per l'altra". Alla fine i due sono rimasti buoni amici.

## Filmografia

### Cinema
- Next of Kin, regia di Martha M. Elcan (2005)
- Peach Plum Pear, regia di Alana Morshead (2011)
- Hiding, regia di Thomas J. Wright (2012)
- Love Is All You Need?, regia di Kim Rocco Shields (2016)
- Hello Again, regia di Tom Gustafson (2017)

### Televisione
- Unfabulous – serie TV, episodi 2x14 e 2x15 (2005)
- Cold Case - Delitti irrisolti (Cold Case) – serie TV, episodio 6x15 (2009)
- Rockville CA – serie TV, episodio 1x04 (2009)
- Il tempo della nostra vita (Days of our Lives) – serial TV, 17 episodi (2010)
- Gigantic – serie TV, episodio 1x10 (2010)
- Pretty Little Liars – serie TV, 152 episodi (2011-2017)
- Wendy – webserie, 6 episodi (2011)
- Ravenswood – serie TV, 10 episodi (2013-2014)
- Roswell, New Mexico – serie TV, 52 episodi (2019-2022)
- Streghe (Charmed) – serie TV, episodio 1x17 (2019)
- Capsized: Blood in the Water, regia di Roel Reiné – film TV (2019)

## Discografia

### EP
- 2013 – Find a Way[5]

### Singoli

#### Come artista principale
- 2011 – Save Me
- 2012 – Find a Way
- 2013 – It's That Time of Year
- 2013 – Hard to Forget
- 2013 – It All Comes Down to You
- 2014 – Open Your Eyes
- 2020 – Would You Come Home

#### Come artista ospite
- 2017 – Long Day (Novi feat. Tyler Blackburn)
- 2019 – Can't Love Me (Novi feat. Tyler Blackburn)

## Premi e riconoscimenti
- 2014 - Teen Choice Awards
  - Miglior attore televisivo dell'estate (Pretty Little Liars)
- 2015 - Teen Choice Awardss
  - Miglior attore televisivo dell'estate (Pretty Little Liars)
- 2016 - Teen Choice Awardss
  - Nomination Miglior attore televisivo drammatico (Pretty Little Liars)
  - Miglior intesa televisiva (Pretty Little Liars) condiviso con Ashley Benson

## Doppiatori italiani
Nelle versioni in italiano delle opere in cui ha recitato, Tyler Blackburn è stato doppiato da:
- Daniele Raffaeli in Pretty Little Liars, Roswell, New Mexico
- Fabrizio De Flaviis in Cold Case - Delitti irrisolti